# Mygliż (gmina)
Mygliż (bułg.: Община Мъглиж) – gmina w środkowej Bułgarii, w obwodzie Stara Zagora. W 2009 roku liczyła 12 267 mieszkańców.

## Miejscowości
Miejscowości wchodzące w skład gminy Mygliż:
- Borusztica (bułg.: Борущица),
- Dybowo (bułg.: Дъбово),
- Dyrżawen (bułg.: Държавен),
- Jagoda (bułg.: Ягода),
- Jaworowec (bułg.: Яворовец),
- Juliewo (bułg.: Юлиево),
- Mygliż (bułg.: Мъглиж) – siedziba gminy,
- Radunci (bułg.: Радунци),
- Sełce (bułg.: Селце),
- Sliwito (bułg.: Сливито),
- Szanowo (bułg.: Шаново),
- Tułowo (bułg.: Тулово),
- Wetren (bułg.: Ветрен),
- Zimnica (bułg.: Зимница).